# Strasbourgi Egyetem
A Strasbourgi Egyetem (franciául: Université de Strasbourg)  egy nyilvános kutatóegyetem Strasbourgban, Elzászban, Franciaországban, több mint 52 000 hallgatóval és 3300 kutatóval.
A francia egyetem története a korábbi német nyelvű Universität Straßburg vezethető vissza, amelyet 1538-ban alapítottak.
A 19 Nobel-díjas és két Fields-érmes egyetemet a League of European Research Universities legjobbjai között tartják számon.

## Híres hallgatók
- Philipp Jacob Spener (1635–1705)
- Johann Hermann (1738–1800), francia orvos és természettudós
- Johann Wolfgang von Goethe (1749–1832)
- Klemens Wenzel Lothar von Metternich (1773–1859)
- Georg Büchner (1813–1837)
- Charles Adolphe Wurtz (1817–1884)
- Emil Fischer (1852–1919), Nobel-díjas 1902
- Albrecht Kossel (1853–1927), Nobel-díjas 1910
- Paul Ehrlich (1854–1915), Nobel-díjas 1908
- Max von Oppenheim (1860–1946)
- Otto Loewi (1873–1961), Nobel-díjas 1936
- Max von Laue (1879–1960), Nobel-díjas 1914
- Otto Fritz Meyerhof (1884–1951), Nobel-díjas 1922
- Robert Schuman (1886–1963)
- Max Meyer (1890–1954)
- Emmanuel Lévinas (1906–1995)
- Jules Hoffmann (* 1941), luxemburgi származású francia biológus
- Alberto Fujimori (1938–2024)
- Benda Gyula (1943–2005), magyar történész
- Arsène Wenger (* 1949)
- Jean-Claude Juncker (* 1954)

## Híres tanárok
- Johann Daniel Schöpflin (1694–1771)
- Louis Pasteur (1822–1895)
- Wilhelm Röntgen (1845–1923), Nobel-díjas 1901
- Karl Ferdinand Braun (1850–1918), Nobel-díjas 1909
- Georg Simmel (1858–1918)
- Albert Schweitzer (1875–1965), Nobel-díjas 1952
- Hermann Staudinger (1881–1965), Nobel-díjas 1953
- Marc Bloch (1886–1944)
- Carl Schmitt (1888–1985)
- Paul Ricœur (1913–2005)
- René Thom (1923–2002), Fields-érem 1958
- Martin Karplus (1930–2024), Nobel-díjas 2013
- Jules Hoffmann (* 1941), Nobel-díjas 2011
- Jean-Pierre Sauvage (* 1944), Nobel-díjas 2016